# Национальное объединение (Латвия)
Национальное объединение «Всё для Латвии!» — «Отечеству и свободе/ДННЛ» (латыш. Nacionālā apvienība «Visu Latvijai!»—«Tēvzemei un Brīvībai/LNNK») — национал-консервативная политическая партия Латвии.

## История
Было создано как правое политическое объединение в 2010 году «Всё для Латвии!» — «Отечеству и свободе/ДННЛ» и включала в себя партии «Отечеству и свободе/ДННЛ» и «Всё для Латвии!». На Конгрессе 7 декабря 2013 года «Все для Латвии!» и «Отечеству и свободе/ДННЛ» завершили процесс слияния в одну сторону.